# Jeroni Sòria

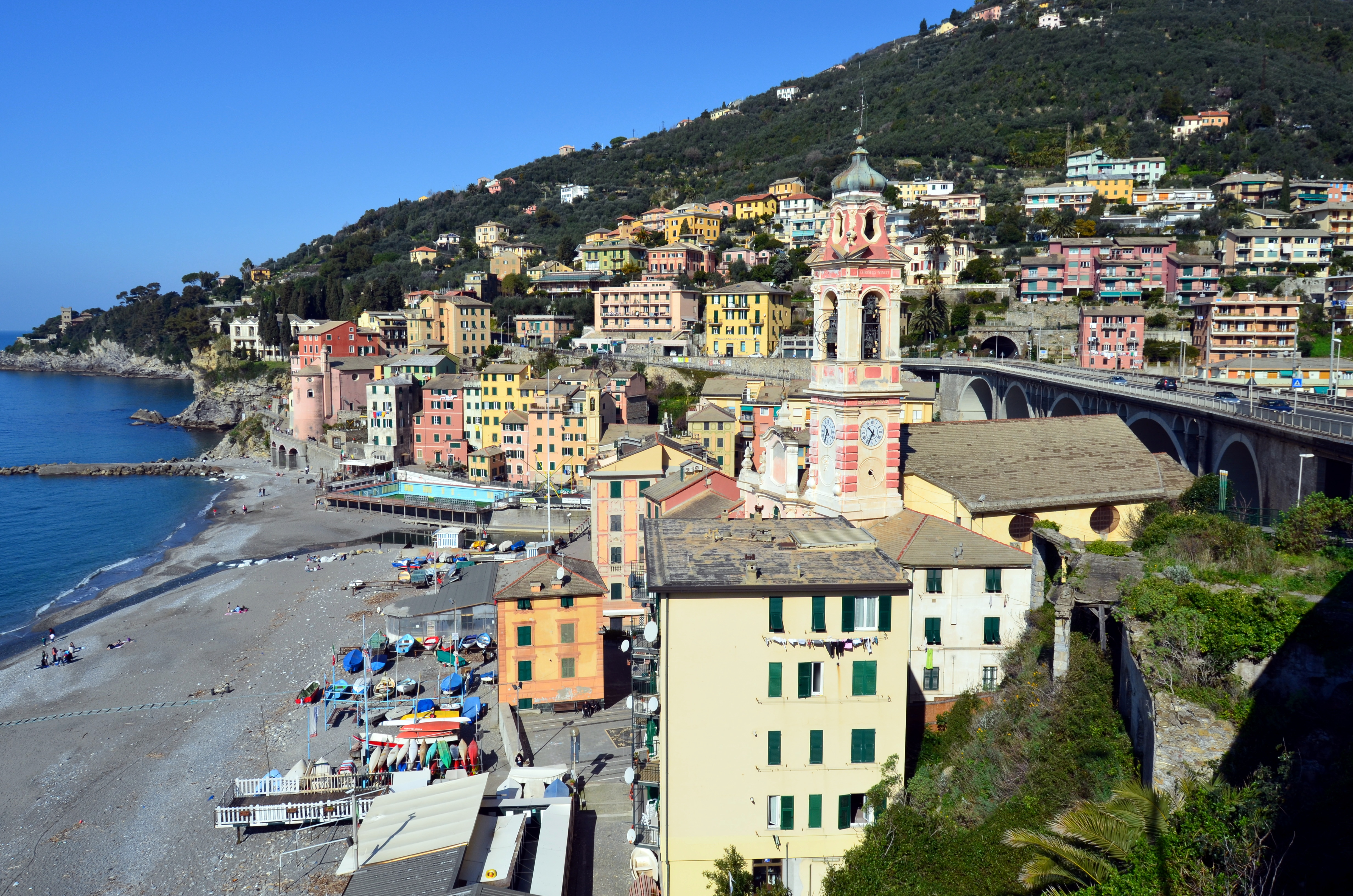
Localitat de Sori, origen del dietarista Jeroni Sòria.

Jeroni Sòria i Langlés (València, final del segle xv – després de 1559) fou un comerciant valencià conegut pel Dietari que redactà entre 1503 i 1559. El seu Dietari, escrit en català, combina anotacions privades i notícies públiques. Inclou informació sobre la revolta de les Germanies, conflictes socials i religiosos, episodis bèl·lics, fenòmens naturals i aspectes de la vida quotidiana. El manuscrit original es conserva a l’Arxiu del Reial Col·legi Seminari del Corpus Christi de València. Se'n conserven dues còpies del segle xviii, i fou editat el 1960 per Acción Bibliográfica Valenciana.
L’any 2024, Publicacions de la Universitat de València edità una nova edició del Dietari (1503–1559), a cura de Vicent Josep Escartí i Emilio Callado, dins la col·lecció «Fonts històriques valencianes»,  una obra rellevant per al coneixement de la València de l’edat moderna.

## Biografia
Segons les dades aportades per Vicent Josep Escartí en el seu estudi, Jeroni Sòria (o, més pròpiament, Sori) degué nàixer a València, pels volts de l’any 1490. Com que la darrera entrada al seu diari fou escrita el juny de 1559, podem intuir que l’autor va morir poc després d’eixa data; probablement a una edat propera als 65 anys.
La família de l’autor provenia de la Ligúria, en concret de la població de Sori, a la costa genovesa. Jeroni era fill de Simó de Sori i de Margarida Langlés, i net del velluter Raffelle de Sori. És molt probable que els seus avantpassats paterns s’establiren com a velluters a la puixant València del XV, igual com feren altres famílies genoveses de l’època. Amb el pas de les generacions, el cognom familar derivà en Sòria per etimologia popular (“No obstant que açí en Valènçia me corrompen lo nom, que per dir Sori me dihuen Sòria”). Amb tot, l’autor mai no es va desdir dels seus orígens ligurs. De fet, l’any 1508 mamprengué un viatge a la vila de Sori, animat per son pare, per tal de comprovar la seua claredat de sang i descartar que els seus avantpassats pogueren ser jueus.
Jeroni Sòria va contraure matrimoni dues vegades: la primera, amb Isabel Gosalbo, filla d’una família de comerciants; la segona, el 1535, amb Isabel Joan Saburgada. Del primer matrimoni van nàixer dos fills: Francesc Honorat (que degué morir jove, cap al 1544) i Joana Àngela. El segon matrimoni permeté a Soria emparentar amb una família important de la València de l’època; de fet, el pare d’Isabel Joan havia estat jurat en cap i la boda es va traduir en un dot substanciós, tant pecuniari com de terres; malgrat tot, la unió no donà lloc a cap fill, i Isabel morí l’any 1558, “ferida d’una vèrtola en lo engonal esquerre, com fos any de morts en València”.
Segons Escartí, els dos matrimonis de Sòria són testimonis de les seues ambicions socials. Fascinat per la noblesa i pels seus modes, els quals freqüentment imitava, Sòria culminà el seu ascens sent ja ancià, quan entrà al servei d’Anna Sarmiento i Aragó, vídua del Comte de Ribagorça i família dels Àustria. Formar part del seu seguici li permeté assistir a l’acte de proclamació de rei Felip II, que tingué lloc a Valladolid el 1556.

## Obra: elDietari
El dietari de Sòria s’estén al llarg de poc més de mig segle, des de l’any 1503 fins al 1559. En comparació amb altres dietaristes coetanis com Pere Joan Porcar o Joaquim Aierdi, Sòria no detalla la seua quotidianitat d’una forma massa exhaustiva. De fet, d’alguns anys sols en consigna set o huit notícies. Hi predominen dos tipus d’entrades: les més freqüents detallen qüestions econòmiques relacionades amb l’agenda personal de l’autor: compres, vendes, transaccions, lloguers, cessions, capbreus, virolaris i àpoques, entre d’altres. En eixe sentit, el dietari de Sòria funciona també com un petit "llibre de compte i raó”. El segon tipus d’entrada, més interessant, es relaciona amb petits episodis transcorreguts a València, i hi sovintegen les narracions d’actes de la Inquisició i de fets violents com robatoris o assassinats.
Segons Vicent Josep Escartí, l’autor no mostra massa subjectivitat al seu dietari: “El jo de Sòria... no es manifesta plenament. Ni una simple expressió d’alegria o de dolor no trobarem en el seu escrit, davant alguna situació personal". Així i tot, la ideologia de l’autor dona bones mostres al llarg de les entrades que escriu. Un exemple és la seua actitud de fascinació cap a la noblesa, ja comentada. D’altra banda, Sòria comenta en el seu dietari nombrosos episodis relacionats amb les darreres fuetejades de la rebel·lió de les Germanies, i la seua actitud és sempre pronobiliària i manifestament contrària als revoltats. “E axí foren salvats de la Germania mala e perverça”, diu en una entrada corresponent a l’any 1521. Entre els episodis més interessants dels quals dona compte Sòria al seu dietari, destaquen les narracions de la mort dels principals caps del moviment agermanat, tals com Vicent Peris (1522), l’anomenat L'Encobert (assassinat a Torrent el mateix any) o el sucrer Joan Caro (1524).